# Aeroporto de Governador Valadares
O Aeroporto de Governador Valadares / Coronel Altino Machado de Oliveira (IATA: GVR, ICAO: SBGV), é um aeroporto brasileiro, localizado na cidade de Governador Valadares, no estado de Minas Gerais.

## História
O começo de um planejamento para a construção de um novo aeroporto para o município de Governador Valadares se iniciou em 1959, com a criação de um plano de metas que estabeleceu uma série de regras, posturas e futuras obras, incluindo a do novo aeroporto. O aeroporto que existia até então na cidade, localizado no bairro de Lourdes, foi condenado devido a diversas construções nas proximidades que não possibilitava segurança nos pousos e decolagens. Um novo aeroporto já estava em obras fora da zona urbana. A obra estava paralisada, porém foi retomada com o plano de metas estabelecido pela administração municipal. O aeroporto foi inaugurado em 1966.
Em 2020, foi anunciada uma reforma no aeroporto, com o objetivo de moderniza-lo. A reforma custa 36 milhões de reais e prevê, entre outras obras, a recuperação da pista e novo terminal de passageiros. Seu término era previsto para 2022, entretanto, ainda não foi concluída totalmente. 
No dia 12 de março de 2024, a administração do aeroporto foi transferida pelo município de Governador Valadares para a estatal federal Infraero, após a prefeitura reconhecer que não possuía capacidade técnica para a gestão aeroportuária. A estatal também anunciou um investimento de 90 milhões de reais no aeroporto, que incluem a conclusão do novo terminal, a reforma do terminal atual e investimentos técnicos.